# Епіграма
Епігра́ма (від грец. επίγραμμα — «напис») — жанр сатиричної поезії дошкульного змісту, викривального змісту з несподіваною, градаційно завершеною кінцівкою (пуантом).
В еллінську добу епіграма вживалася як напис на вівтарях, сприймалася як епічна форма, втілена в елегійний двовірш, пізніше поети вдавалися до ямбічних та інших розмірів, розширювали її тематичні межі. До епіграми зверталися Платон, Сапфо, Анакреонт, Симонід Кеоський, Мелеагр Гадарський, а в римські часи — Марціал, Ювенал, Валерій Едітуй та інші, де епіграма набуває чітких ознак сатиричного твору.

## Історія
У багатьох давніх народів існували і були широко поширені різні написи, насамперед дарчі і надгробні. Проте лише в Стародавній Греції вони виявилися джерелами тієї особливої та неповторної поезії, ровесниці або молодшої сучасниці гомерівського епосу, яка пережила загибель античного світу і зробилася родоначальницею всієї епіграматичної поезії нового часу.
Греки називали епіграмами (тобто написами) будь-які тексти на присвятних дарах або на могильних стелах, але згодом цей термін використовувався лише для віршованих написів, що ділилися відповідно до змісту на епітафії (надгробні написи) і присвятні епіграми.
В епіграмах найбільш чітко представлений той глибокий взаємозв'язок ремесла і мистецтва, який характерний для всієї грецької культури. Невідомо, коли, де і яким чином безіменний майстер, висікаючи або вирізаючи замовникам нехитрі прозові написи, оживив їх справжнім почуттям, переклав віршами і був першим поетом епіграм.
Найдавніші з епіграм — перші записи раннього грецького листа VIII ст. до н. е. Найбільш древня з них являє собою гекзаметричний рядок, який разом з геометричним орнаментом оперізує глечик для вина, виліплений у 20-х рр. VIII ст. Напис адресований найкращому танцюристу: «Той, хто з усіх танцюристів відмінно пустує».
Друга, за часом близька до першої, являє собою напис на кубку, знайденому на о. Іскіі в Неаполітанській затоці, та відкривається словами: «Я — кубок Нестора». За нею йдуть два гекзаметри:
Кожен, хто пити збереться з кубка цього чоловіка,
Бранцем стане прекрасної увінчаної, о Афродіта !
В обох випадках очевидна близькість до гомерівського епосу, що є свідоцтвом про те, що епічна поетична традиція була наприкінці VIII ст. до н. е. універсальною, незалежно від змісту віршів.
Характерними ознаками стилю ранніх епіграм є лаконічність, величність і сувора урочистість. Позаяк найдавніші епіграми були анонімними, але у своїй популярності змагалися з уславленими авторськими творами, їх згодом стали пов'язувати з іменами найзнаменитіших поетів — Гомера, Архілоха, Сапфо та ін.
Першим відомим вигадником епіграм був Симонід Кеосський, визнаний майстер хорової поезії (кінець VI — початок V ст. до н. е.). Цікаво, що з його ім'ям пов'язано набагато більше епіграм, ніж було складено їм насправді. Особливо помітними були епітафії на могилах воїнів, полеглих у часи греко-перської війни. Серед них найпопулярнішою є епітафія 300 спартанським захисникам Фермопіл, які охороняли доступ до Еллади та героїчно загинули разом зі своїм ватажком Леонідом у 480 р. до н. е. :
Подорожній, піди звісти нашим громадянам в Лакедемоні,
Що, їх заповіту дотримуючись, тут ми кістьми полягли.
(Пер. Л. Блуменау)

## Сучасність
Мала епіграма велику популярність у європейській поезії, починаючи від Ренесансу, а відтак і в українській (Г. Смотрицький, А. Римша, Т. Земка та інші), де вона розмежовувалася на жанрові різновиди — геральдичну, дедикаційну, епітафійну тощо Не втрачає вона свого значення в новій і в новітній українських літературах (І. Франко, В. Самійленко, В. Еллан, С. Воскрекасенко, В. Сосюра, Д. Білоус, В. Симоненко, А. Бортняк, Ю. Кругляк, П. Осадчук та інші). У сучасній літературі епіграма зайняла велике місце у творчості видатного перекладача Миколи Лукаша. Збірник його епіграм «Шпигачки» (2003 р.) упорядкував і видав літературний критик і поет Леонід Череватенко. У новому тисячолітті активно пише і друкує епіграми київський журналіст Юрій Луканов. Видавничо-поліграфічний центр «Такі справи» останнім часом видав дві книжки його епіграм — «Козюльки» (2002 р.) і «Колода від Ющенка» (2006 р.). Для своїх епіграм автор вигадав іншу назву — «козюльки». І навіть написав філософську козюльку, яка осмислює, що ж воно таке є оті козюльки.
Наше життя — це застуджений ніс.
В ньому козюльки ми всі до одного.
Хворий лелека туди нас заніс.
Дзьобом тепер виколупує з нього.
Зразок епіграми:
Куди сховаюсь од злоби: Іуди, Каїна і Хама?
Куди подінусь од юрби: «Патріотичного» Бедлама?
Коли скотинячі лоби: Не втне ні меч, ні епіграма!.. (М. Вороний)